# Genesis (vesoljska sonda)
Genesis je bila vesoljska sonda, izstreljena 8. avgusta 2001 z namenom zbrati 10 do 20 μg vzorcev sončnega vetra, s katerimi bi znanstveniki raziskovali nastanek Osončja in zgradbo Sonca.
3. decembra 2001 je sonda, oddaljena približno milijon kilometrov od Zemlje, izpostavila svoje instrumente in začela v zbiralnike iz različnih elementov ter spojin zbirati atome, katerih sestava naj se na Soncu ne bi razlikovala od sestave ob rojstvu Osončja pred 4,5 milijardami let.
8. septembra 2004 je sonda s hitrostjo okoli 320 km/h, malo pred šestnajsto uro GMT, padla v utaško puščavo. Po načrtu naj bi jo prestregla helikopterja, ki bi ju vozila hollywoodska kaskaderja, a je zaradi napake pri izstrelitvi padala reševalna akcija propadla. Sondo so ročno izkopali in jo prenesli v bližnje utaške laboratorije, kjer so jo očistili prsti in ostalih nečistoč, ki so okužile notranjost sonde, ko se je zaradi udarca odprla.
Genesis je na Zemljo prinesla prve vzorce zunajzemeljske snovi po lunarnih kameninah v sedemdesetih letih, in sploh prve vzorce bolj oddaljene od Lune.
Januarja 2006 je podobno oddaljene vzorce prinesla še sonda Stardust, ki je zbirala snov, ki obdaja komete.

## V popularni kulturi
Genesis je bilo tudi ime projekta v znanstvenofantastičnih filmih: Zvezdne steze II: Khanova jeza (Star Trek II: The Wrath of Khan) in Zvezdne steze III: Iskanje Spocka (Star Trek III: The Search for Spock).